# Boiu (okręg Bihor)
Boiu (węg. Mezőbaj) – wieś w Rumunii, w okręgu Bihor, w gminie Ciumeghiu. W 2011 roku liczyła 751 mieszkańców.